# Rue Vincent-Compoint
La rue Vincent-Compoint est une voie située dans le 18e arrondissement de Paris, en France.

## Origine du nom

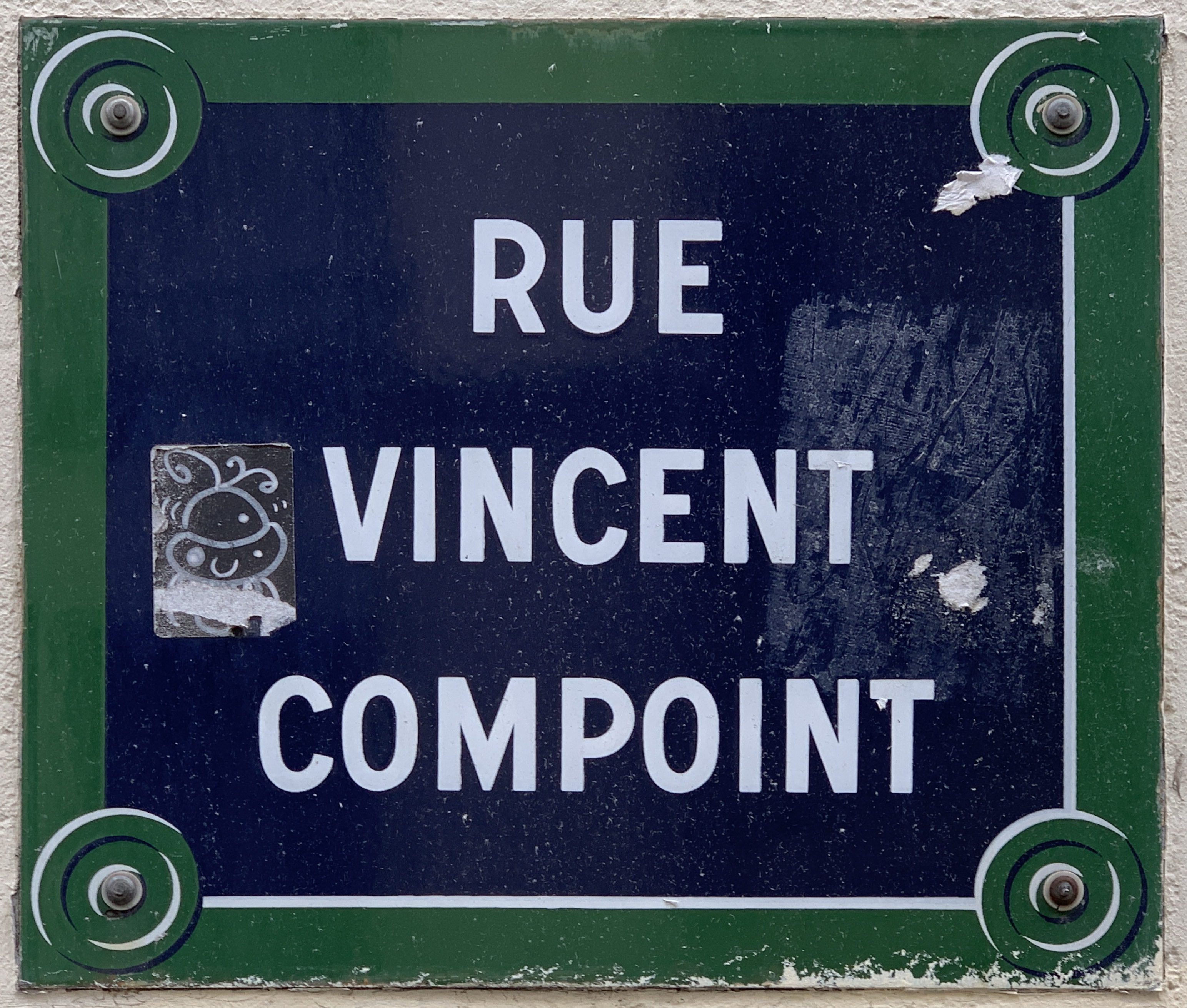
Plaque de la rue.

Cette voie est nommée d'après Vincent Compoint, cultivateur et propriétaire des terrains sur lesquels elle a été ouverte.
Cette famille a donné son nom à plusieurs rues à Paris : la rue Angélique-Compoint, la villa Compoint et peut-être la rue Saint-Vincent d'après le Dictionnaire historique des rues de Paris de Jacques Hillairet, et à Saint-Ouen : l'impasse Compoint.

## Historique
Cette voie, ouverte sous sa dénomination actuelle vers 1860, débouchait alors rue Montcalm.
La partie sud de la rue Vincent-Compoint a été détachée en 1884 pour devenir la rue du Pôle-Nord.